# Airco DH.9A
L'Airco DH.9A fu un bombardiere leggero monomotore, biposto e biplano, sviluppato dall'azienda britannica Aircraft Manufacturing Company, meglio conosciuta con il marchio Airco, nei primi anni dieci del XX secolo.
Progettato all'inizio della prima guerra mondiale, venne utilizzato brevemente solamente nella fase finale del conflitto. Generalmente conosciuto con nome "Ninak" (dalla denominazione nine-A), fu massicciamente utilizzato dalla RAF nel dopoguerra sia sul suolo patrio sia nel territorio coloniale fino al suo ritiro, nel 1931.

## Storia del progetto
Il DH.9A venne sviluppato per ottenere una versione migliorata dell'Airco DH.9, modello dimostratosi una delusione a causa della sua motorizzazione, risultati sottodimensionati ed inaffidabili, pertanto il nuovo modello venne equipaggiato con motori dalla potenza superiore. Inizialmente si scelse di adottare il Rolls-Royce Eagle nelle sue versioni più moderne, ma data la difficoltà di reperirne un numero adeguato si optò per i Liberty L-12 di concezione statunitense, in quel periodo avviati alla produzione in serie ed anch'essi dei 12 cilindri a V raffreddati a liquido.
Siccome l'Airco era già impegnata nello sviluppo del DH.10, la progettazione del DH.9A fu commissionata alla Westland Aircraft; la nuova versione venne proposta con un'apertura alare maggiore e con una fusoliera più solida.
Il primo prototipo volò nel marzo del 1918 ed era equipaggiato con un motore Rolls-Royce Eagle a causa di una momentanea non disponibilità dei Liberty L-12. Il prototipo fu testato con successo e le prime consegne alla RAF iniziarono a giugno. Prima dell fine della guerra, furono ordinati 2.250 DH.9A e 885 furono costruiti prima della fine dell'anno; successivamente si decise che il velivolo sarebbe divenuto dotazione standard della RAF e pertanto anche i mezzi ancora non costruiti (1.730) furono realizzati e consegnati per il 1919.
Gli Stati Uniti avevano in programma di adottare il DH.9A come sostituto per il DH.4, e commissionarono un ordine di 4.000 aeromobili modificati, designati USD-9A. Tuttavia questo ordine fu annullato con la fine della guerra e solo un numero limitato di prototipi furono costruiti.
Mentre i velivoli esistenti furono oggetto di un programma di ristrutturazione, l'Airco ricevette diversi piccoli ordini per nuovi aerei negli anni 1925–1926 e ne furono prodotti altri 268 esemplari. Furono realizzati anche velivoli scuola, con doppi comandi, e sei DH.9A sperimentali dotati del motore di 465 cv Napier Lion.
L'Unione Sovietica realizzò numerosi esemplari di una copia non autorizzata del DH.9A, denominati R-1. 200 esemplari vennero prodotti con il motore Mercedes D.IV e 130 equipaggiati con motori Armstrong Siddeley Puma e denominati R-2, successivamente l'URSS sviluppò una copia dei motori Liberty (M-5) ed utilizzò tale propulsore per i suoi velivoli.

## Impiego operativo

### Prima guerra mondiale
Il DH.9A entrò in servizio nel luglio 1918 con il 110º squadrone RAF e raggiunse la Francia il 31 agosto dello stesso anno, mentre compì la sua prima missione di guerra su suolo tedesco il 14 settembre. Altri tre squadroni furono impiegati nel fronte occidentale fino all'armistizio. Nonostante le prestazioni superiori del DH.9A rispetto al DH.9, gli squadroni equipaggiati con la nuova versione del velivolo subirono forti perdite durante le missioni di bombardamento a lungo raggio della Germania.
Da notare che anche gli United States Marine Corps utilizzarono il DH.9A, ne ricevettero infatti almeno 53 esemplari utilizzati nel Settembre 1918.

### Uso post-bellico da parte della RAF
Dopo la Grande Guerra il DH.9A fu utilizzato come bombardiere leggero da 24 squadroni della RAF negli anni dal 1920-1931 sia in patria che all'estero.
La prima operazione del dopoguerra fu nel sud della Russia nel 1919, a sostegno dell'"Armata Bianca" contro i bolscevichi nella guerra civile russa. Nel Settembre 1919, il personale della RAF fu richiamato in patria e abbandonò gli aeromobili.
Il DH.9A si dimostrò un valido strumento per il Regno Unito nella gestione del suo impero, in particolare nei territori che erano sotto il suo controllo dopo il crollo dell'impero ottomano alla fine della Grande Guerra. Cinque squadroni erano di stanza nel Medio Oriente, ove eseguivano occasionali bombardamenti contro le tribù e i villaggi che si ribellavano. Su questi velivoli fu montato un radiatore più grande per far fronte alle alte temperature, mentre contenitori con acqua e pezzi di ricambio (comprese le ruote) furono fissati sotto la fusoliera nel caso in cui gli aerei fossero costretti ad atterraggi di fortuna nel deserto. Nonostante questo aumento del peso gli aerei si dimostrarono ancora perfetti, come anche il motore Liberty scelto per la sua particolare affidabilità ("buono come qualsiasi Rolls Royce"). Alcuni esemplari di DH.9A furono trasportati in India e consegnati all'Esercito dell'India Britannica.

### Impiego da parte dei Sovietici
L'R-1 fu massicciamente utilizzato dalla forza aerea sovietica durante il 1920 come bombardiere leggero e aereo da ricognizione. Inoltre fu impiegato dai sovietici anche a sostegno del Guomindang durante la Spedizione settentrionale, contro le forze cinesi durante il conflitto sino-sovietico del 1929 e durante la Rivolta dei Basmachi in Asia centrale.

## Versioni

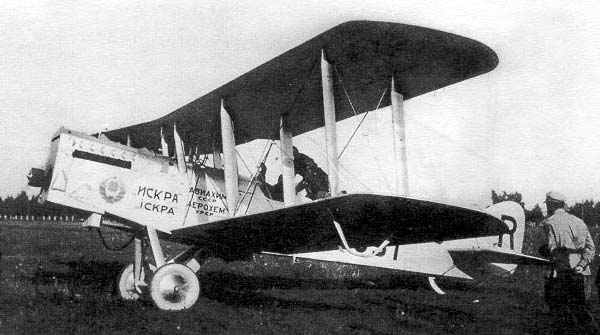
Polikarpov R-1

Airco DH.9Aversione originale.
de Havilland DH.9AJsingolo prototipo con motore Bristol Jupiter.
de Havilland DH.9Raereo da gara con configurazione alare biplano-sesquiplana equipaggiato con un motore Napier Lion - (unico esemplare).
Airco DH.15 Gazelleun DH.9A ristrutturato con un motore B.H.P Atlantic(unico esemplare).
Airco DH.16Trasporto civile con una fusoliera allargata e con quattro posti passeggero.
de Havilland DH.49una proposta di ammodernamento basata sul motore Eagle IX (mai realizzato).
Engineering Division USD-9Aversione per gli Stati uniti, 13 realizzati.
Engineering Division USD-9Bversione USD-9A equipaggiata con un motore Liberty più potente.
Armstrong Whitworth Tadpoleprototipo di aereo imbarcato proposto alla Royal Navy.
Westland Walrusversione del Tadpole equipaggiata con il motore Napier Lion III e realizzato in 36 esemplari.
Polikarpov R-1 ed R-2
copia del DH.9A realizzata in Unione Sovietica, prodotta tra il 1922 ed il 1932 in più di 2 400 esemplari.
Polikarpov R-1 BMWR-1 equipaggiato con un motore BMW IVa, da 179 kW, e realizzato in 20 esemplari.
Polikarpov MR-1versione idrovolante a scarponi realizzato in 124 esemplari.
Polikarpov PM-2prototipo di idrovolante con galleggianti realizzati in metallo.

## Utilizzatori
Australia
- Royal Australian Air Force

 Canada
- Royal Canadian Air Force

 Mongolia
- Aeronautica del popolo mongolo

 Regno Unito
- Royal Air Force[14]

 Stati Uniti
- United States Marine Corps

 Unione Sovietica
- Voenno-vozdušnye sily